# Brake (Unterweser)
Brake is een stad in de Duitse deelstaat Nedersaksen, gelegen in het landkreis Wesermarsch. Het is de Kreisstadt van Wesermarsch. Brake telt 14.824 inwoners.

## Indeling van de gemeente
Naast de eigenlijke, van noord naar zuid langgerekte, stad bestaat de gemeente uit 11 stadsdelen:
- Schmalenfleth (in het noorden), waarbij het wat grotere, 2 km zuidelijker gelegen, dorp Golzwarden hoort; van 1913 tot aan de grote gemeentelijke herindeling van 1974 behoorden deze twee dorpen tot Stadland.
- Boitwarden met  Süddiek, zuidelijker daarvan de stadswijk Klippkanne (ten N. van het centrum en ten W van de haven)
- Harrien (als historisch centrum)
- Harrierwurp, Hammelwarder Außendeich, Norderfeld en Süderfeld (in het westen, oorspronkelijk boerendorpen)
- Kirchhammelwarden, Hammelwarden en Käseburg (in het zuiden).

## Geografie
Brake ligt midden tussen Bremerhaven, Bremen, Oldenburg en Wilhelmshaven.

### Buurgemeentes
Naburige gemeenten zijn onder andere Berne, Ovelgönne, Butjadingen en Elsfleth, en, aan de overkant van de Wezer, Hagen im Bremischen.

### Autoverkeer
Via de Wesertunnel heeft Brake een verbinding met de Autobahn A27.
Met Oldenburg is de stad via de Bundesstraße 211 verbonden, en met Nordenham en Elsfleth via de, westelijk om de stad heen lopende, Bundesstraße 212.

### Openbaar vervoer

Lijnennetkaart Regio-S-Bahn Bremen
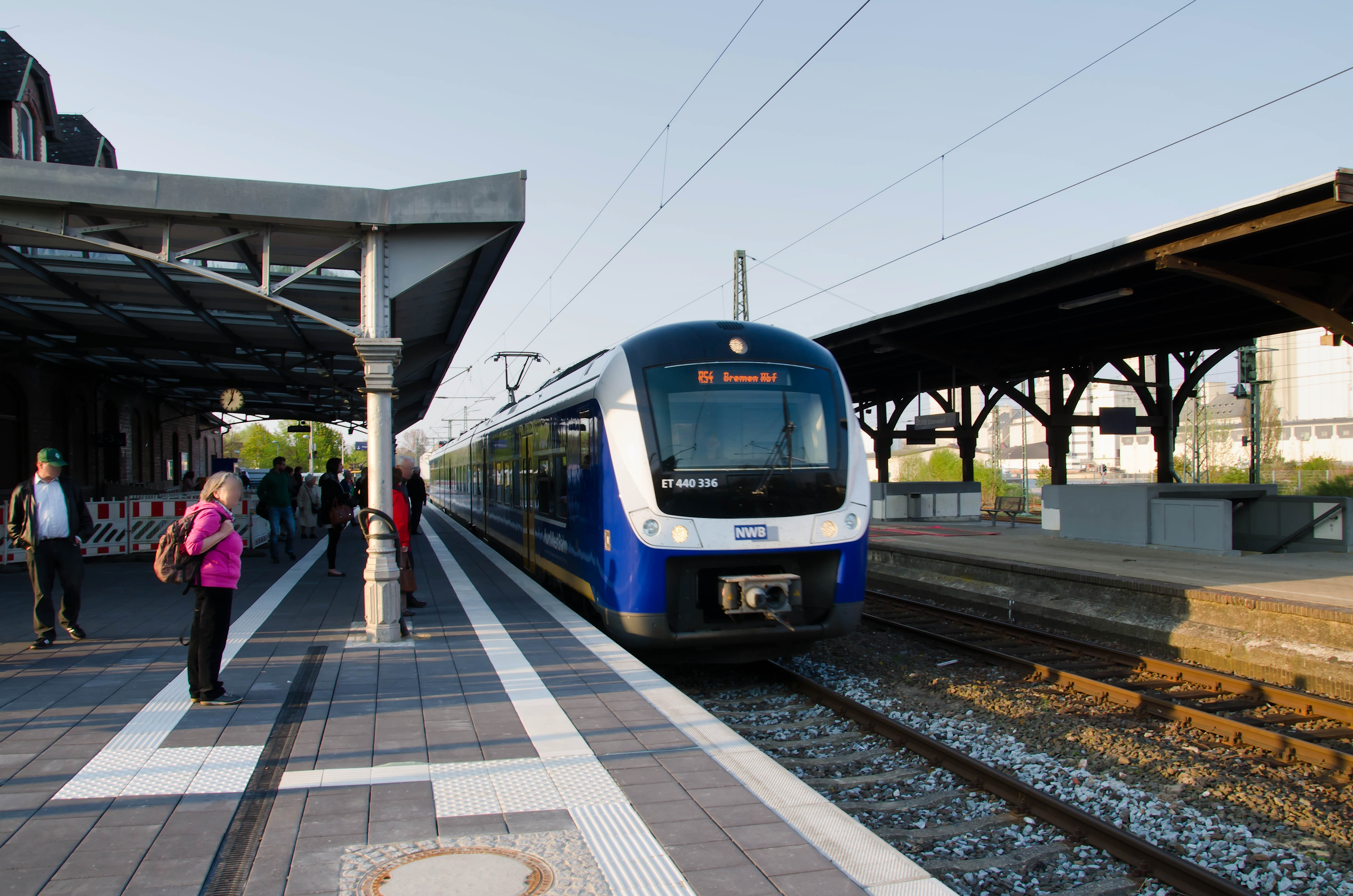
Station Brake

De Regio-S-Bahn Bremen/Niedersachsen verzorgt met haar lijn RS4 het treinverkeer op de spoorlijn Hude - Nordenham-Blexen. Aan deze lijn, die Brake via Hude met de stad Bremen verbindt, en noordwaarts met Nordenham, liggen in de gemeente Station Brake (Unterweser) en bijna 3 km zuidelijker het kleine station Kirchhammelwarden. Zie rode lijn linksboven op de lijnennetkaart. 
Belangrijkste busdienst is de Weser Sprinter, de VBN-lijn 440, van Bremerhaven resp. Blexen via Brake naar Oldenburg.

### Scheepvaart
De stad ligt aan de van zuid naar noord stromende Unterweser, die vanwege 
uitdieping voor zeeschepen bevaarbaar is gebleven. Brake beschikt over een binnenhaven aan deze rivier. In de Wezer ligt tegenover Brake het 11 km lange eiland Harriersand. De vaargeul is aan de westkant van het eiland, de oostelijke Wezerarm is overwegend natuurgebied. Harriersand behoorde in het verleden tot de gemeente Brake, maar is later ingedeeld bij de gemeente Schwanewede, aan de oostkant van de Wezer.
Tussen Sandstedt, gemeente Hagen im Bremischen, en Golzwarden vaart een veer over de Wezer.
Door met name het westen van de gemeente lopen talrijke kleine poldervaarten (Sieltiefe), die alleen voor de waterhuishouding van belang zijn.

## Economie
Van groot belang voor Brake is de  uitgestrekte haven, die geschikt is voor zeegaande schepen. Deze is voorzien van terminals voor bulkgoederen zoals granen en zwavel, en voor zeecontainers, hout, ijzer en staal. Zeeschepen met een tonnenmaat tot 45.000 ton DWT en een diepgang tot 11,7 meter kunnen er aanmeren. De haven dient ook voor het overladen van cargo van zee- in binnenvaartschepen en omgekeerd.
Belangrijke industriële bedrijven in de stad zijn een raffinaderij voor vetten in de voedingsmiddelenindustrie en een plasticfabriek. Daarnaast zijn veel kleinere bedrijven en handelsondernemingen in Brake gevestigd.
De stad heeft een klein streekziekenhuis met 110 bedden.

## Geschiedenis
In het begin van de 12e eeuw liet de aartsbisschop van Bremen de westelijke oeverlanden langs de Wezer koloniseren en van dijken voorzien door mensen uit de Friese landen en Holland. Deze Stedingers legden de eerste, nog niet zeer solide, aaneengesloten Wezerdijk vanaf Golzwarden tot aan de Huntemonding bij Elsfleth. Op de plaats van het huidige Brake ontstond het dorp Harrien. Stormvloeden zorgden in de eeuwen daarna verscheidene keren voor rampzalige overstromingen, die talloze mensen en boerderijdieren het leven kostten.
De plaats Brake (eerste vermelding in een oorkonde van eind mei 1384 als Brake to Harghen (Harrien)) is genoemd naar een bij dit oudere dorp ontstaan Brack, een algemene benaming voor een door een dijkdoorbraak ontstane rivier- of zeearm.
Op 31 januari 1408 vond bij Golzwarden een veldslag plaats, waarbij troepen van de stad Bremen, gesteund door die van enige Friese hoofdelingen, de overwinning behaalden op die van het Graafschap Oldenburg, gesteund door andere Friese hoofdelingen. Graaf Christiaan VI van Oldenburg werd daarbij door de Bremers gevangen genomen. De Bremers waren tot oorlog overgegaan, omdat de met de Oldenburgers verbonden Friezen de piraterij van de Victualiënbroeders tegen Bremer schepen niet alleen hadden getolereerd, maar ook gesteund. In 1414 namen de Bremers ook de tot een kasteel omgebouwde, door bewapende mannen verdedigde, kerk van Golzwarden (met de starkeste torne in Vresschlande, de stevigste toren van Friesland) in en beschadigden die zwaar. Lang duurde de Bremer macht in het gebied niet. In 1424 moesten de troepen van Bremen zich onder zware Friese druk van o.a. hoofdeling Focko Ukena terugtrekken. Zie ook Stadland; Butjadingen. In 1514 wist het graafschap Oldenburg het gebied definitief onder controle te brengen. 
In de 16e eeuw werden onder de energieke leiding van de graven van Oldenburg de diverse zee- en rivierarmen door inpoldering als nieuw weiland teruggewonnen.
In de loop van de 17e eeuw verzandde de Wezer, zodat kapiteins van zeeschepen hun voor de loswal de Schlachte te  Bremen bestemde lading te Brake op lichters moesten laten overladen, die minder diepgang hadden. Maar pas in de 18e eeuw ontwikkelde Brake zich tot een apart dorp met een echte haven. Gedurende de periode tot 1861 was Brake voortdurend korte tijd een belangrijke Wezerhaven, totdat de activiteiten weer naar concurrerende havens werden verplaatst. Van 1847 tot 1852 bestond een semafoorverbinding Bremerhaven-Brake-Bremen, die daarna door een modernere telegrafieverbinding werd vervangen. Hieraan dankt Brake de Telegraphenturm (1846).
Brake liep zeer zware schade op bij de stormvloed van 4 februari 1825. De regering van het Groothertogdom Oldenburg verleende Brake in 1856 stadsrecht. In 1861 werd de kern van de nog bestaande binnenhaven aangelegd. In 1873 kreeg de stad aansluiting op het spoorwegnet.  Van 1936 tot 1997 was er in de stad een kazerne van de marine. Na sloop hiervan werd op het vrijkomende terrein de haven vergroot.

## Bezienswaardigheden
- In de gemeente werd de befaamde kerkorgelbouwer Arp Schnitger geboren. Enkele monumenten herinneren aan hem.
- Enige oude kerkjes in de gemeente zijn bezienswaardig, zie ook onderstaande afbeeldingen:
  - Het cultuurhistorisch verreweg belangrijkste godshuis in de gemeente en in de gehele regio is de 13e-eeuwse, in laat-romaanse stijl gebouwde,  St. Bartholomeüskerk van Golzwarden, waar Arp Schnitger in 1648 gedoopt is. Het gebouw  was tot 1514 een zgn. weerkerk, dus als enige stenen gebouw in het dorp zowel godshuis als versterkt kasteel. Deze functie verviel in 1514, en de massieve toren werd toen afgebroken en vervangen door de huidige vrijstaande klokkentoren. De orgelkast van het 17e- eeuwse orgel in de kerk is van de hand van Arp Schnitger.
  - De uit 1764 daterende, naar koning Frederik V van Denemarken genoemde, laat-barokke Frederikskerk van Hammelwarden, met fraai orgel uit 1766 van Johann Hinrich Klapmeyer uit Oldenburg. De kerk is gebouwd in plaats van de 13e-eeuwse, houten St.-Vituskerk, die wegens bouwvalligheid was afgebroken.
- Een markant gebouw, daterend uit het midden van de 19e eeuw, is de Telegraphenturm, een toren waarop zich een semafoor bevindt. Deze toren staat op het 7 verdiepingen hoge gebouw , waarin het belangrijke Scheepvaartmuseum Unterweser is ondergebracht. In het oude koopmanshuis  Borgstede & Becker is een speciale expositie ingericht over het leven aan boord van 19e-eeuwse zeilschepen van de koopvaardijvloot. Het museum bezit ook enkele wrakstukken van de in 1957 vergane viermaster Pamir, alsmede scheepsmodellen, boegbeelden, zeekaarten, nautische instrumenten, enz.
- Met de veerboot Guntsiet kan men vanuit Brake de Wezer oversteken naar het ertegenover liggende, 11 km lange Harriersand. Dit is een eiland in de Wezer, dat voor veeteelt en voor diverse vormen van dag- en weekendrecreatie gebruikt wordt. Er is o.a. een eenvoudig kampeerterrein, een recreatiestrand en een horecagelegenheid.
- De gemeente ligt aan enige toeristische langeafstands-fietsroutes.
- Markant is ook de in 1930 gebouwde, 53 m hoge watertoren te Kirchhammelwarden, die niet meer als zodanig gebruikt wordt. De toren is bouwvallig en levert gevaar op voor de bewoners van de omgeving. Renovatie ervan is financieel niet haalbaar; verwacht wordt, dat de toren, ondanks de status van bouwkundig monument, tussen 2020 en 2025 zal worden gesloopt.
- Middeleeuwse Jedutenhügel, zie afbeelding: het waarschijnlijkst is, dat het een door de plaatselijke bevolking opgeworpen uitkijkheuvel was, die diende om vijanden (zoals Vikingen) tijdig te zien aankomen; uit de middeleeuwen, o.a. de Saksenspiegel, is de Nederduitse alarmroep Wapent jo Dute! (wapent u, mannen (lieden[2])!) overgeleverd;  de laatste twee woorden van deze alarmroep zouden de naam Jeduten- kunnen verklaren. In de streek langs de benedenloop van de Wezer hebben enkele tientallen van deze Jedutenhügel gelegen, waarvan er in 2019 in totaal nog zeven bestonden. In de Nederlandse provincie Overijssel staan zulke oude uitkijkheuvels bekend als kiekebeld of kiekebelt.

## Afbeeldingen

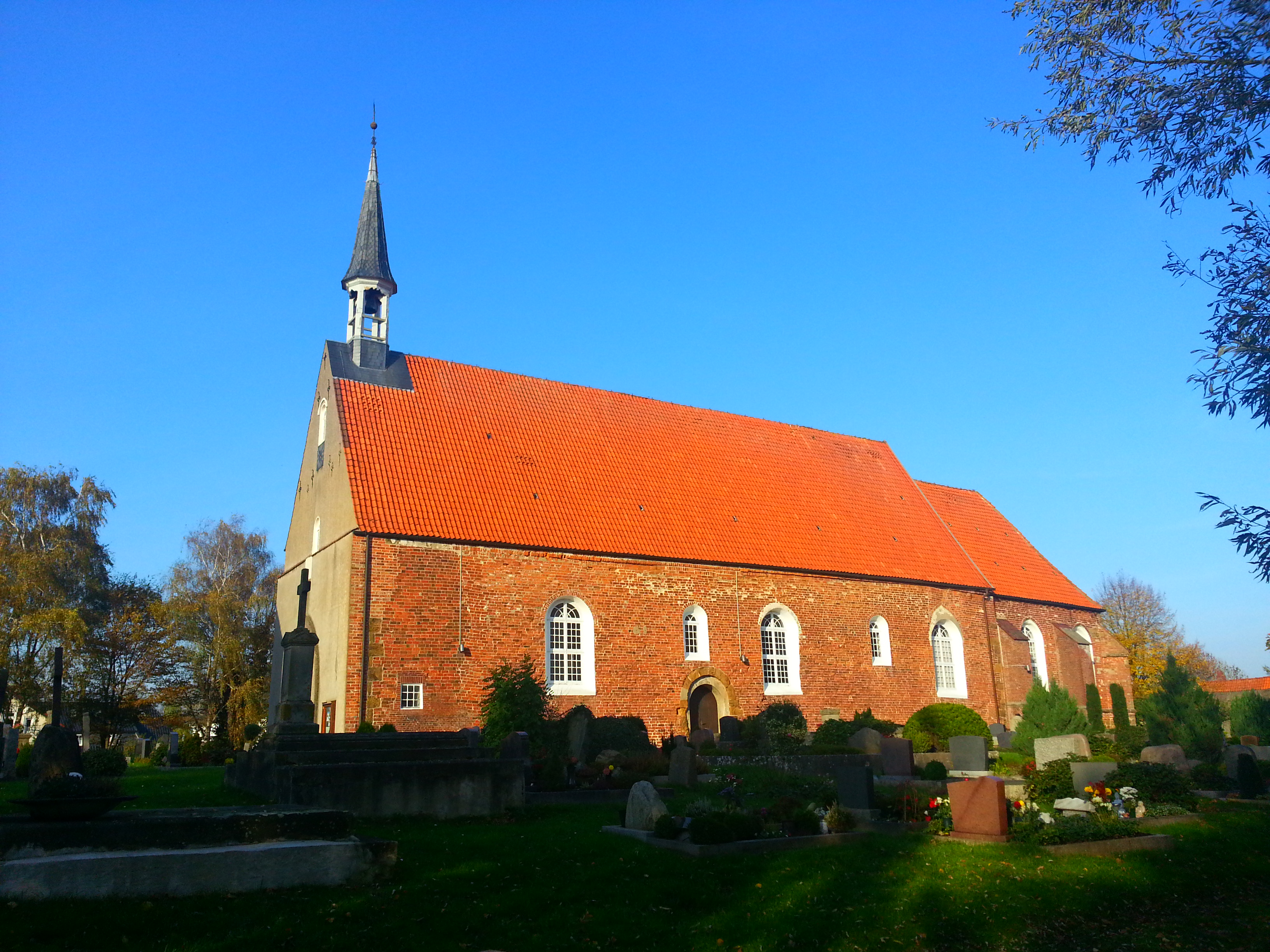
Bartholomëuskerk te Golzwarden
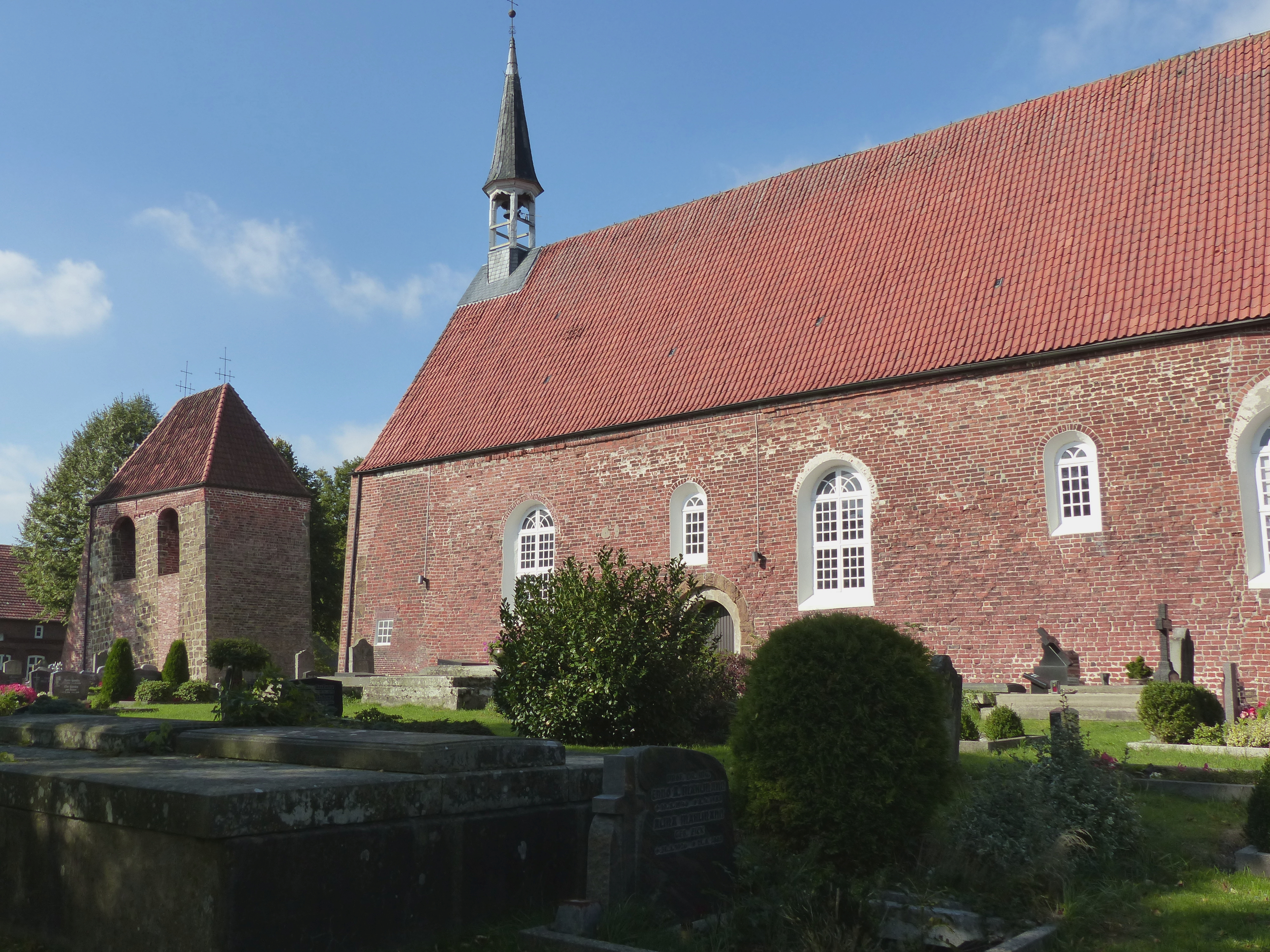
Schip van deze kerk, en links de vrijstaande klokkentoren
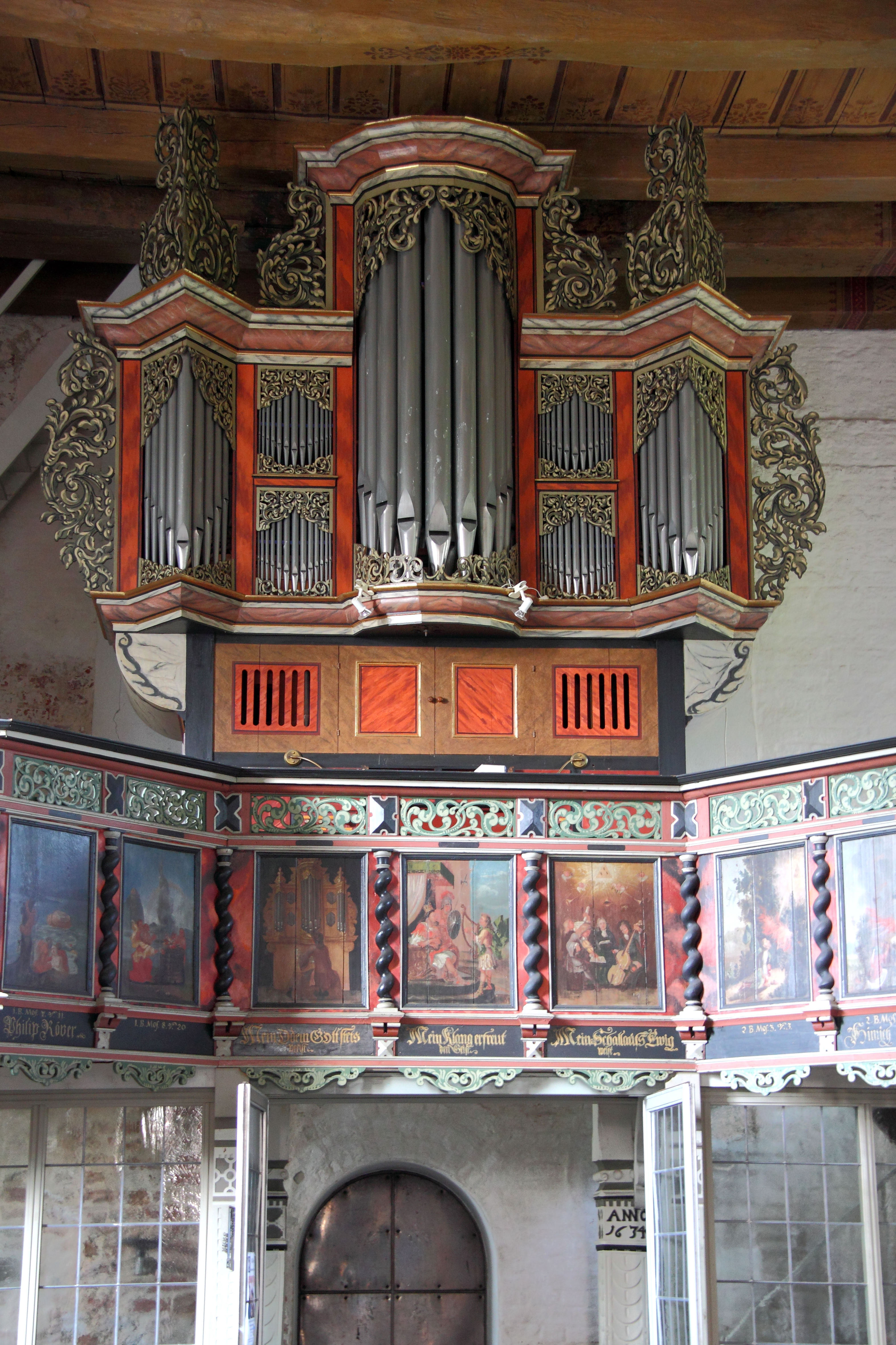
Orgelkast van de hand van Arp Schnitger (1698) in deze kerk
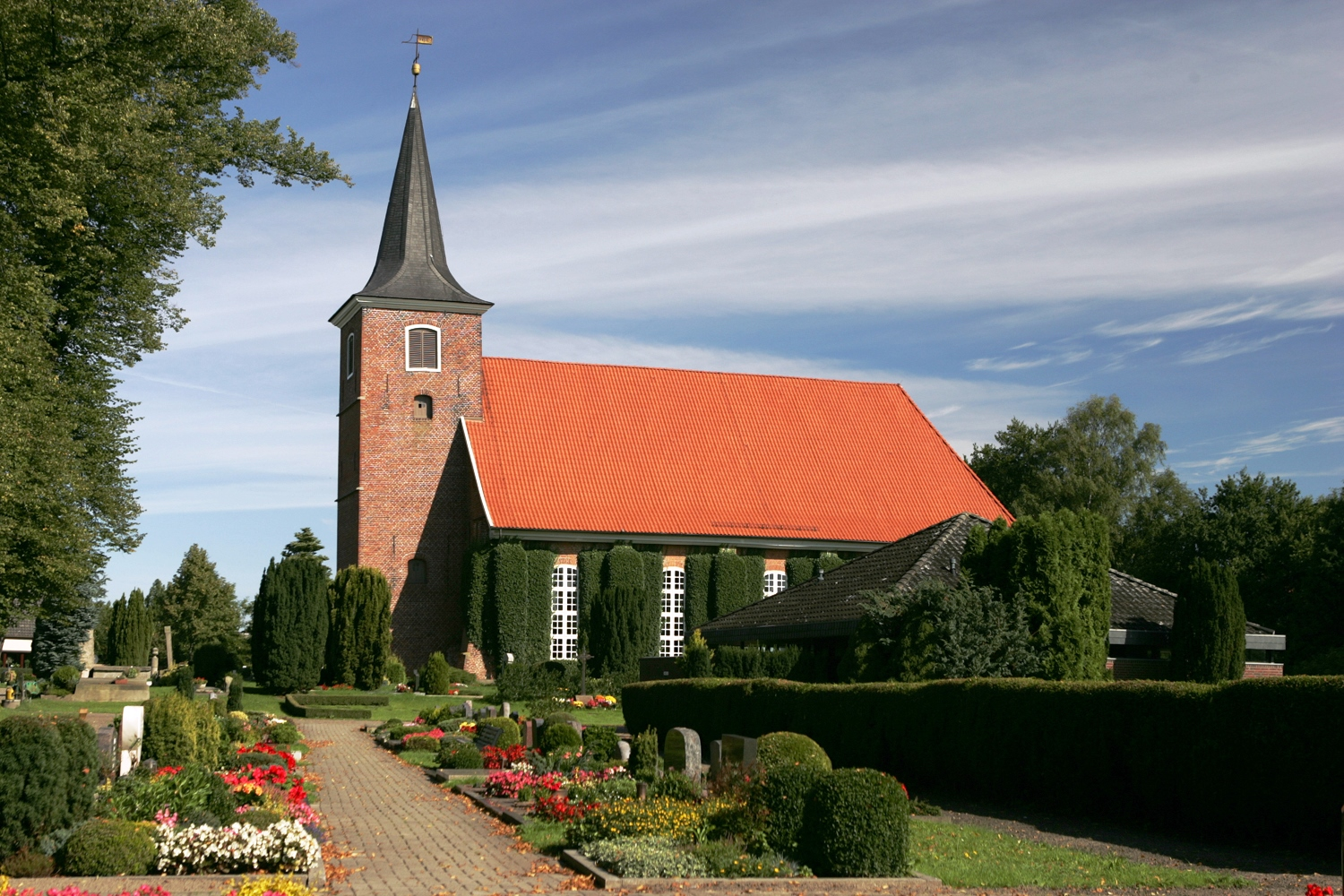
Frederikskerk te Hammelwarden
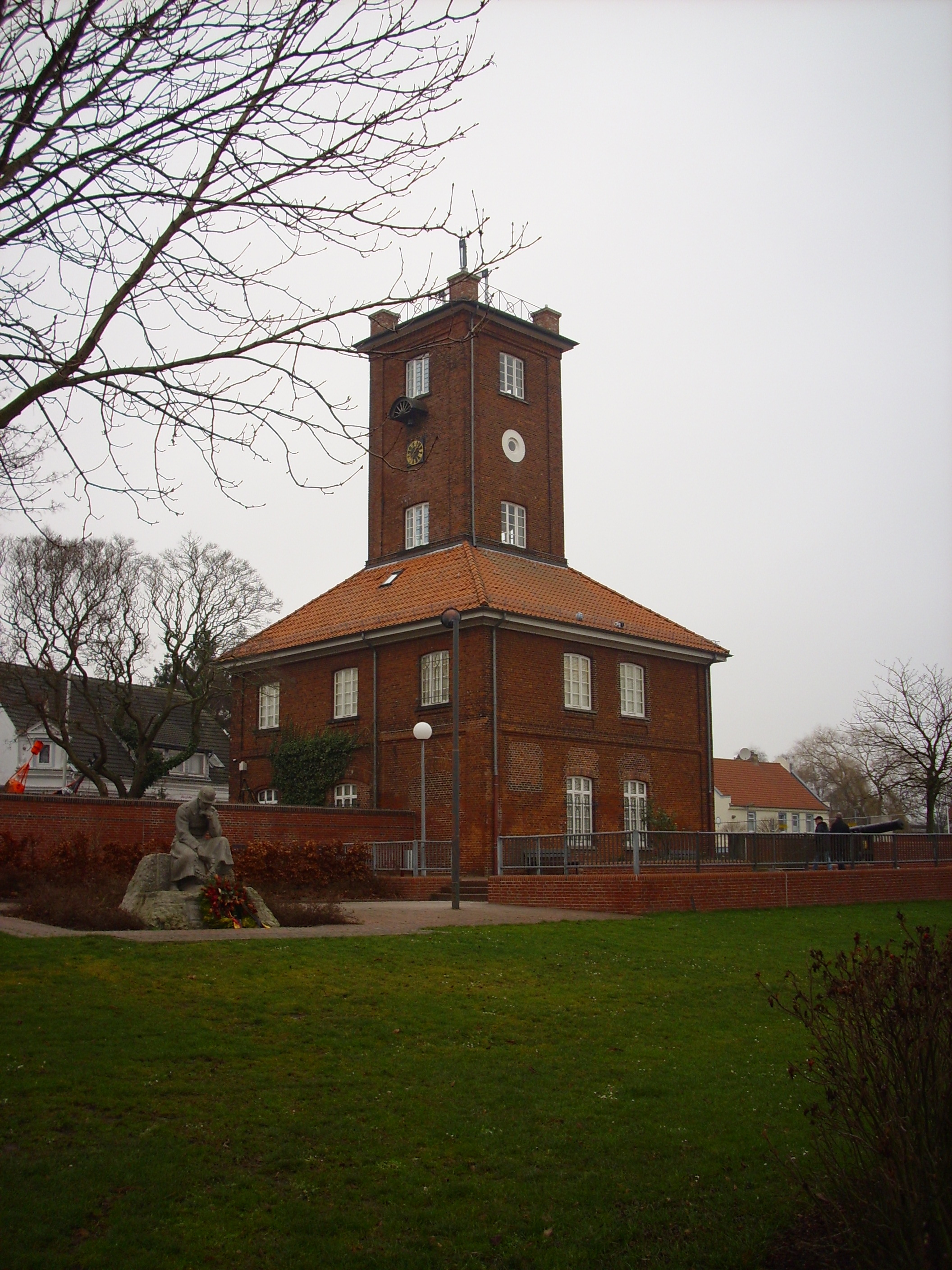
Telegraaftoren, waarin het Scheepvaartmuseum is gevestigd
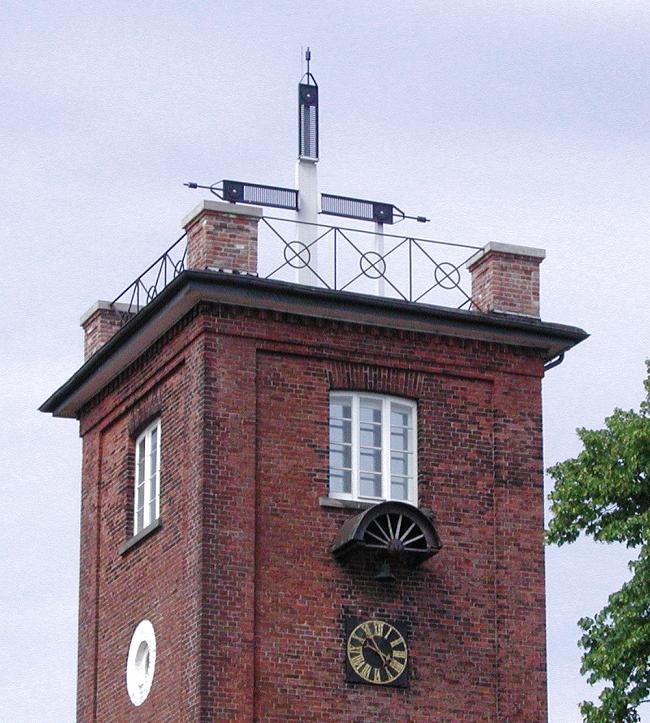
Semafoor op dit gebouw
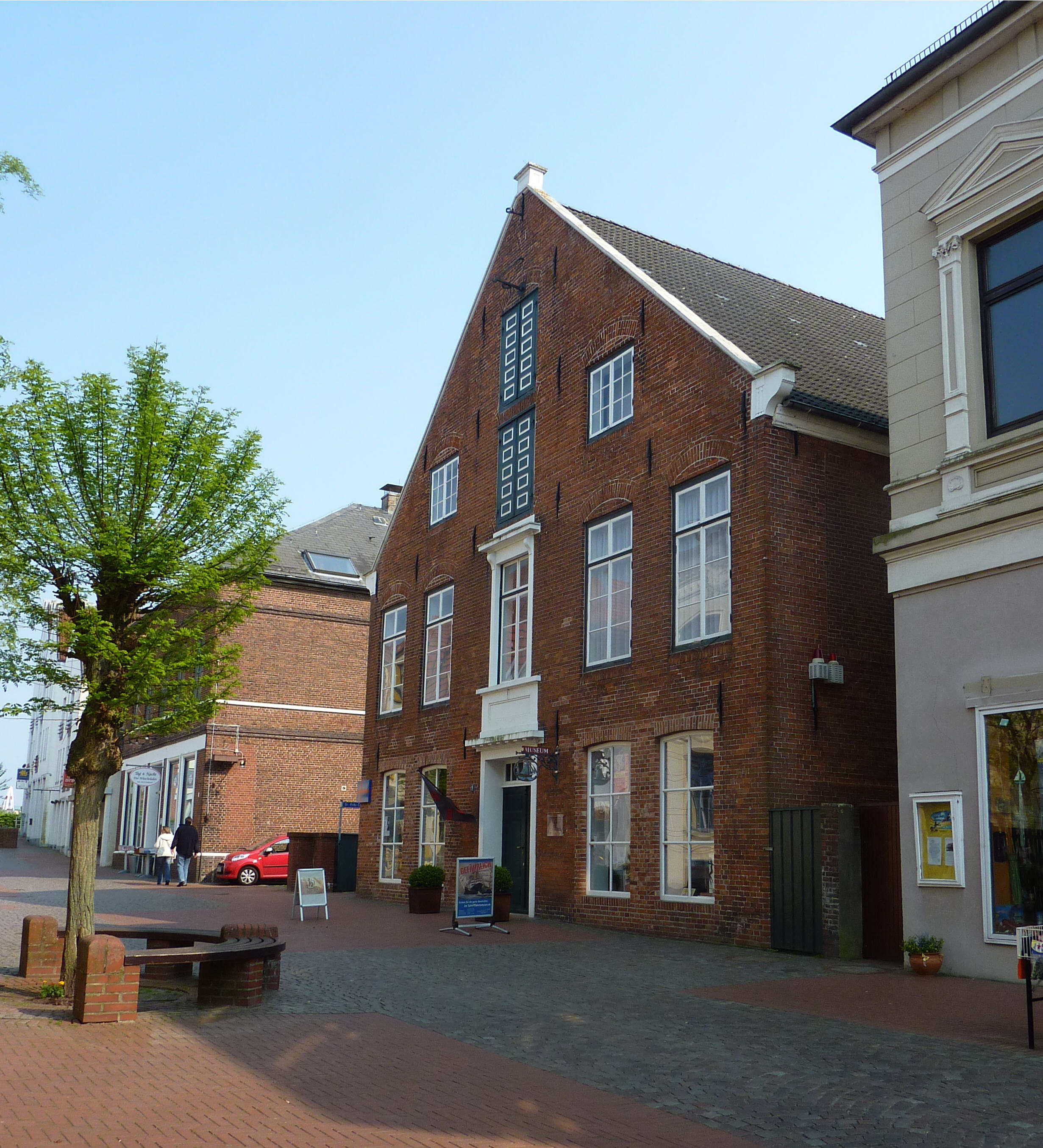
Huize  Borgstede & Becker (dependance Scheepvaartmuseum)
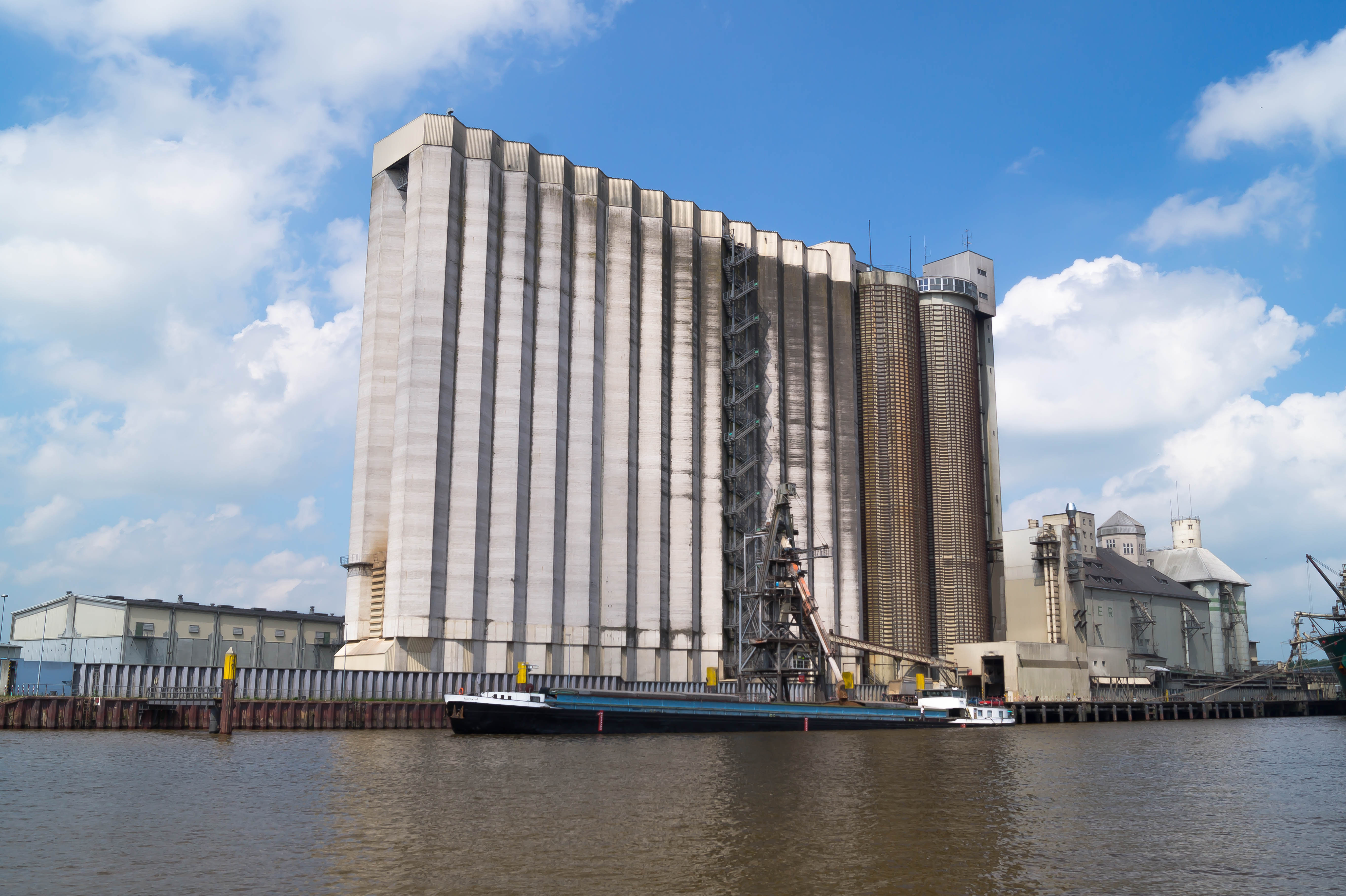
Graansilo in het zuidelijk havengebied
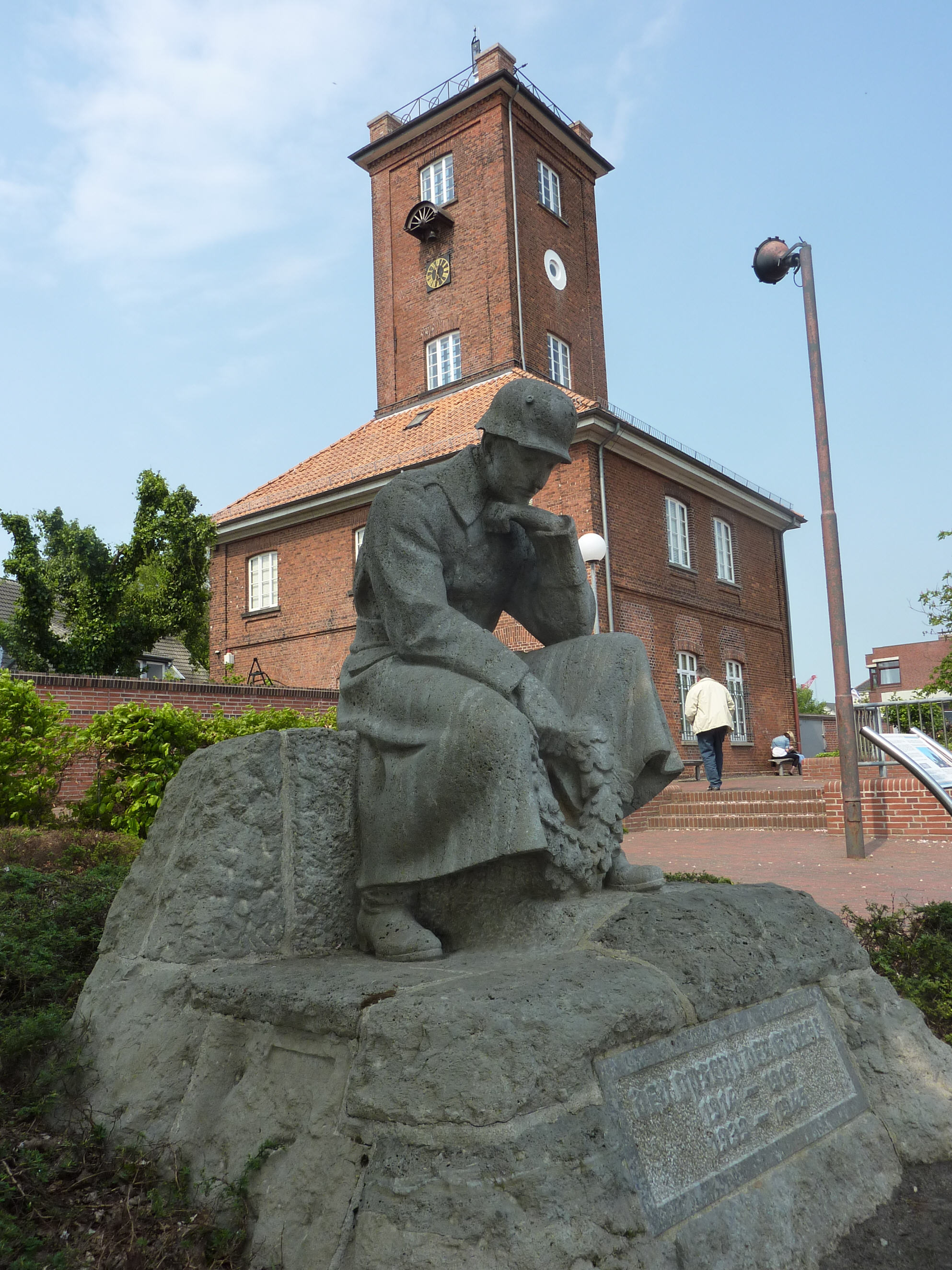
Oorlogsmonument
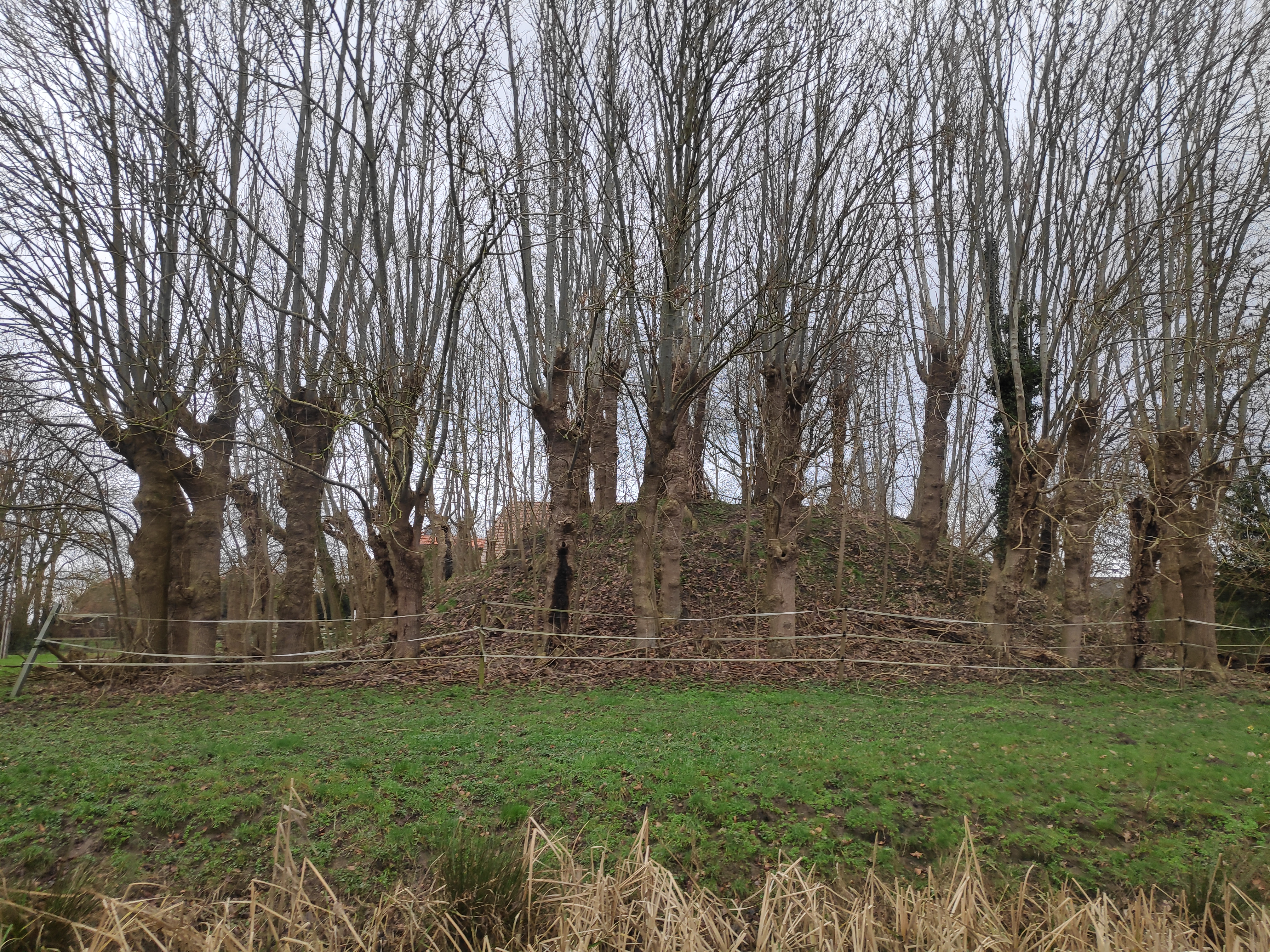
De Jedutenhügel van Schmalenfleth
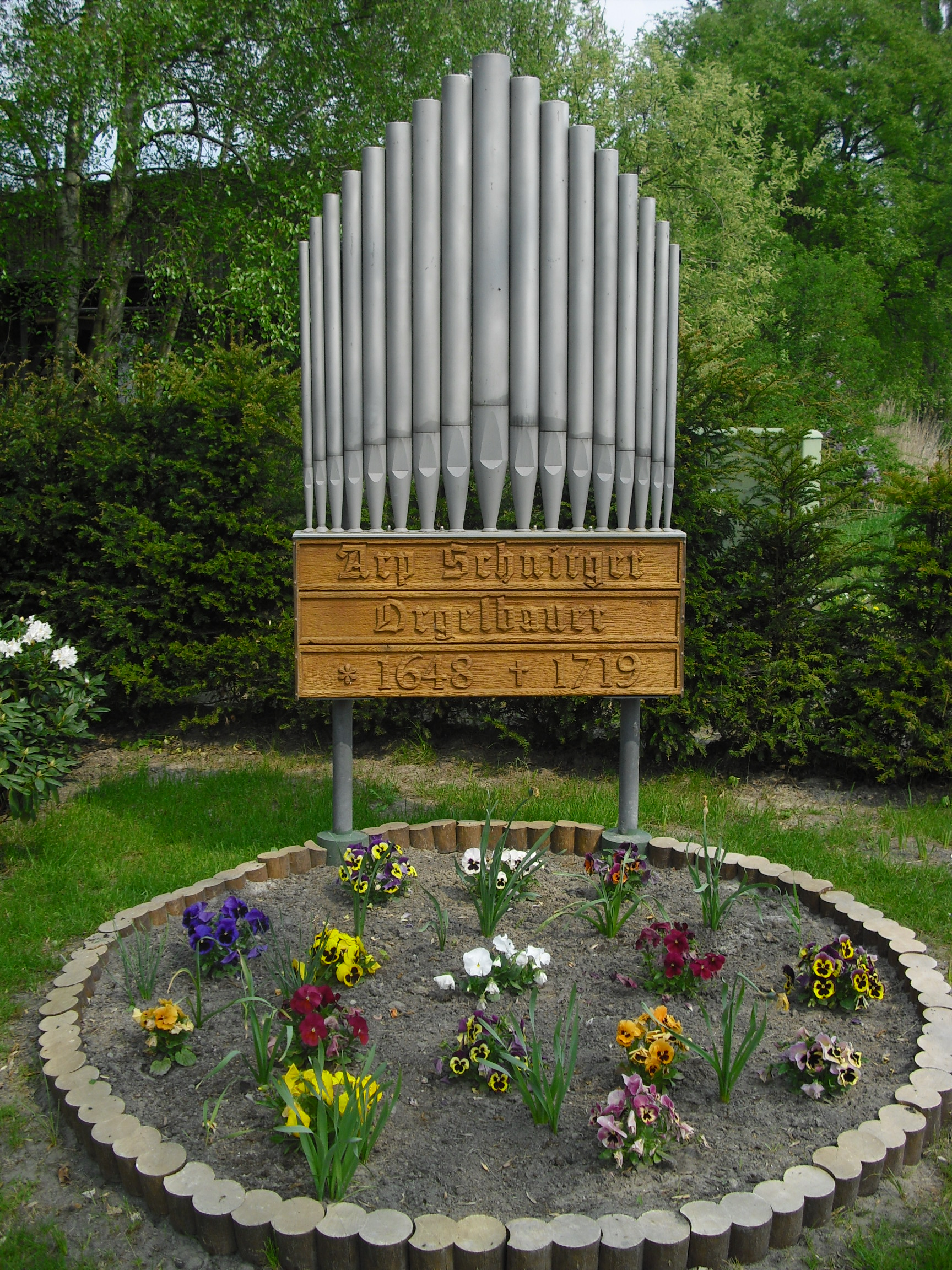
Schmalenfleth, Arp-Schnitger-Monument
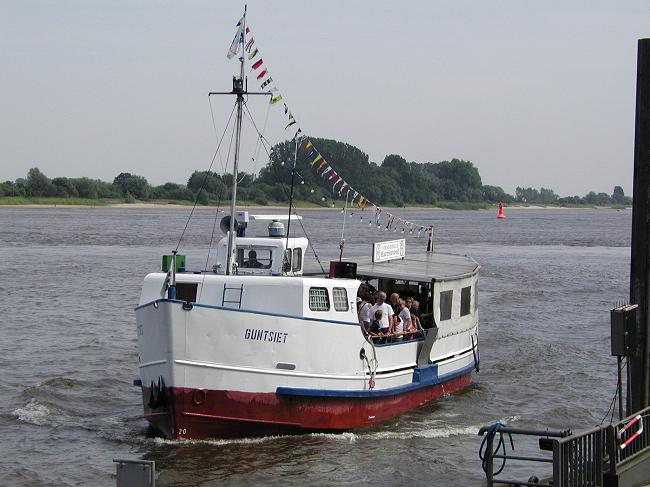
Veerboot Guntsiet
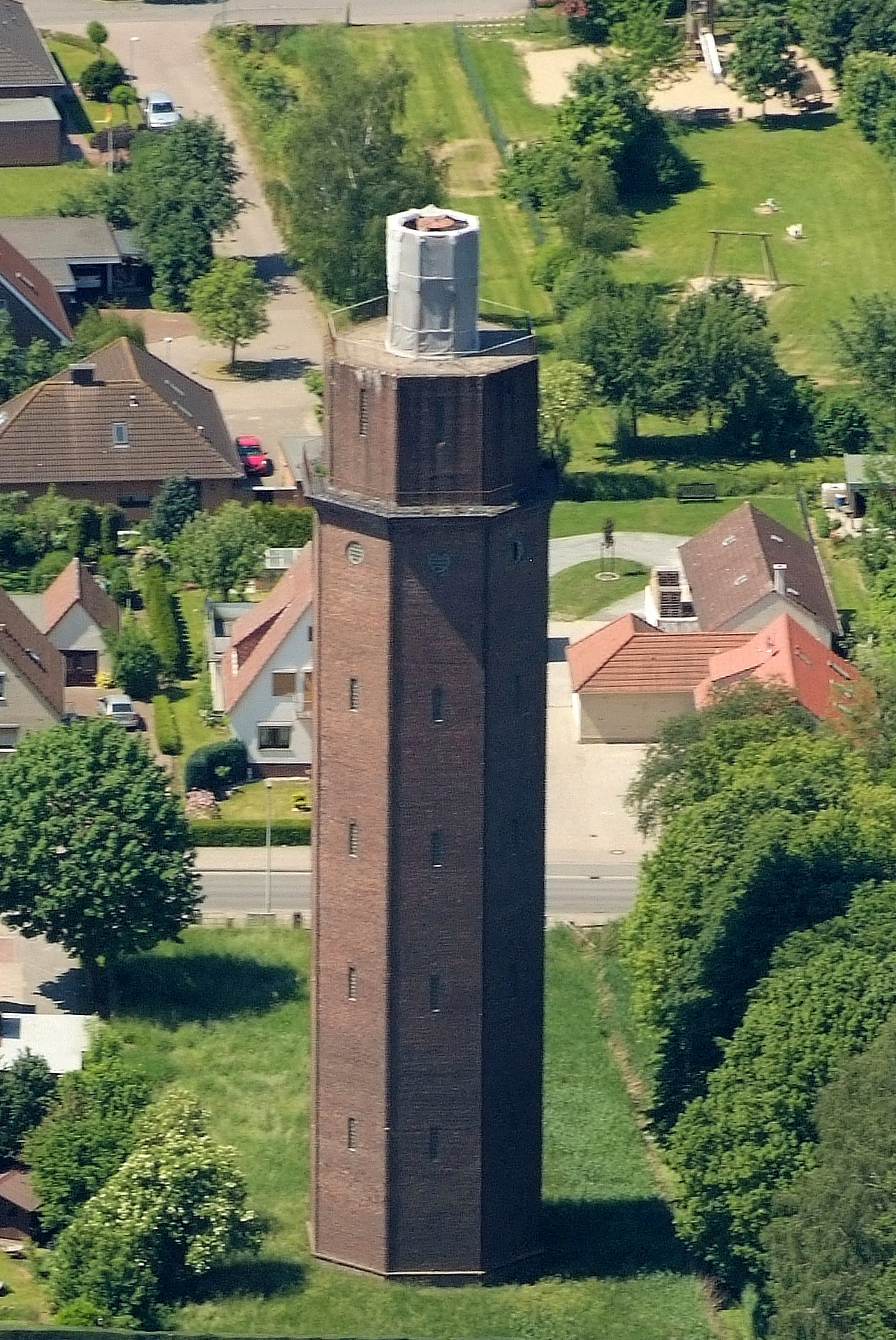
Kirchhammelwarden, watertoren

## Belangrijke personen in relatie tot de gemeente
- Arp Schnitger, beroemd orgelbouwer, geboren te Schmalenfleth

## Partnergemeente
- Zwiesel in het Beierse Woud, Duitsland, sedert 2006